# ISO 639:c
Dies ist die Liste der ISO-639-3-Sprachcodes beginnend mit c.
Index |
a |
b |
c |
d |
e |
f |
g |
h |
i |
j |
k |
l |
m |
n |
o |
p |
q |
r |
s |
t |
u |
v |
w |
x |
y |
z
Abkürzungen werden in der Tabelle wie folgt verwendet:
- Scope: I = individual language (Einzelsprache), M = macrolanguage (Makrosprache), S = Spezialcode
- Type: A = ancient (alte Sprache, ausgestorben in alter Zeit), C = constructed (konstruiert), E = extinct (ausgestorben in jüngerer Zeit), H = historical (historische Sprache, unterschieden von ihrer modernen Sprachform), L = living (lebende Sprache), S = Spezialcode

Zurückgezogene Codes (retired codes) sind in Klammern eingeschlossen.
Die Spalte Sprachenfamilie enthält die Sprachfamilie oder die Makrosprache der jeweiligen Sprache.
Werden Codes hier nicht gefunden, könnten sie auch noch unter ISO-639-2- oder unter ISO-639-5-Codes zu finden sein.
| 639-3 | 639-1 | 639-2B | Sprache                                                  | ISO-Sprachbezeichnung               | Scope/ Type | Sprachenfamilie                            |
| ----- | ----- | ------ | -------------------------------------------------------- | ----------------------------------- | ----------- | ------------------------------------------ |
| caa   |       |        | Chortí                                                   | Chortí                              | I/L         | Maya-Sprachen                              |
| cab   |       |        | Garifuna                                                 | Garifuna                            | I/L         | Arawak-Sprachen                            |
| cac   |       |        | Süd-Chuj                                                 | Chuj (San Sebastián Coatán)         | I/L         | Maya-Sprachen                              |
| cad   |       | cad    | Caddo                                                    | Caddo                               | I/L         | Caddo-Sprachen                             |
| cae   |       |        | Laalaa                                                   | Lehar                               | I/L         | Atlantische Sprachen                       |
| caf   |       |        | Carrier, Southern                                        | Carrier, Southern                   | I/L         | Athapaskische Sprachen                     |
| cag   |       |        | Nivaclé                                                  | Nivaclé                             | I/L         | Mataco-Guaicurú-Sprachen                   |
| cah   |       |        | Cahuarano                                                | Cahuarano                           | I/L         | Zaparo-Sprachen                            |
| caj   |       |        | Chané                                                    | Chané                               | I/E         | Arawak-Sprachen                            |
| cak   |       |        | Kaqchikel                                                | Cakchiquel, Central                 | I/L         | Maya-Sprachen                              |
| cal   |       |        | Karolinisch                                              | Carolinian                          | I/L         | Mikronesische Sprachen                     |
| cam   |       |        | Cemuhî                                                   | Cemuhî                              | I/L         | Neukaledonien-Sprachen                     |
| can   |       |        | Chambri                                                  | Chambri                             | I/L         | Papuasprachen                              |
| cao   |       |        | Chácobo                                                  | Chácobo                             | I/L         | Pano-Tacana-Sprachen                       |
| cap   |       |        | Chipaya                                                  | Chipaya                             | I/L         | Uru-Chipaya-Sprachen                       |
| caq   |       |        | Car                                                      | Nicobarese, Car                     | I/L         | Nikobaresische Sprachen                    |
| car   |       | car    | Carib                                                    | Carib                               | I/L         | Karibische Sprachen                        |
| cas   |       |        | Mosetén, Tsimané                                         | Tsimané                             | I/L         | Isolierte Sprachen                         |
| cat   | ca    | cat    | Katalanisch, Valencianisch                               | Catalan                             | I/L         | Iberoromanische Sprachen                   |
| cav   |       |        | Cavineña                                                 | Cavineña                            | I/L         | Pano-Tacana-Sprachen                       |
| caw   |       |        | Kallawaya                                                | Callawalla                          | I/L         | Mischsprache, Quechua, Puquina             |
| cax   |       |        | Chiquitano                                               | Chiquitano                          | I/L         | Isolierte Sprachen                         |
| cay   |       |        | Cayuga                                                   | Cayuga                              | I/L         | Irokesische Sprachen                       |
| caz   |       |        | Canichana                                                | Canichana                           | I/E         | Isolierte Sprachen                         |
| cbb   |       |        | Cabiyarí                                                 | Cabiyarí                            | I/L         | Arawak-Sprachen                            |
| cbc   |       |        | Carapana                                                 | Carapana                            | I/L         | Tucano-Sprachen                            |
| cbd   |       |        | Carijona                                                 | Carijona                            | I/L         | Karibische Sprachen                        |
| (cbe) |       |        | Chipiajes                                                | Chipiajes                           |             | „Retired 2015“                             |
| cbg   |       |        | Chimila                                                  | Chimila                             | I/L         | Chibcha-Sprachen                           |
| (cbh) |       |        | Cagua                                                    | Cagua                               |             | „Retired 2015“                             |
| cbi   |       |        | Chachi                                                   | Chachi                              | I/L         | Barbacoa-Sprachen                          |
| cbj   |       |        | Cabe                                                     | Ede Cabe                            | I/L         | Yoruboide Sprachen                         |
| cbk   |       |        | Chabacano                                                | Chavacano                           | I/L         | Spanischbasierte Kreolsprachen             |
| cbl   |       |        | Bualkhaw Chin                                            | Chin, Bualkhaw                      | I/L         | Mizo-Kuki-Chin-Sprachen                    |
| (cbm) |       |        | Cakchiquel, Yepocapa Southwestern                        | Cakchiquel, Yepocapa Southwestern   | I/L         | Maya-Sprachen                              |
| cbn   |       |        | Nyahkur                                                  | Nyahkur                             | I/L         | Mon-Sprachen                               |
| cbo   |       |        | Izora                                                    | Izora                               | I/L         | Kainji-Sprachen                            |
| cbq   |       |        | Cuba, Tsucuba                                            | Cuba, Tsucuba                       | I/L         | Kainji-Sprachen                            |
| cbr   |       |        | Kashibo                                                  | Cashibo-Cacataibo                   | I/L         | Pano-Tacana-Sprachen                       |
| cbs   |       |        | Kashinawa                                                | Cashinahua                          | I/L         | Pano-Tacana-Sprachen                       |
| cbt   |       |        | Chayahuita                                               | Chayahuita                          | I/L         | Cahuapana-Sprachen                         |
| cbu   |       |        | Candoshi-Shapra                                          | Candoshi-Shapra                     | I/L         | Isolierte Sprachen                         |
| cbv   |       |        | Cacua                                                    | Cacua                               | I/L         | Maku-Sprachen                              |
| cbw   |       |        | Kinabalian                                               | Kinabalian                          | I/L         | Visayassprachen                            |
| cby   |       |        | Carabayo                                                 | Carabayo                            | I/L         | Isolierte Sprachen                         |
| (cca) |       |        | Cauca                                                    | Cauca                               | I/E         | „Retired 2019“                             |
| ccc   |       |        | Chamicuro                                                | Chamicuro                           | I/L         | Arawak-Sprachen                            |
| ccd   |       |        | Cafundó                                                  | Cafundo Creole                      | I/L         | Sondersprache                              |
| cce   |       |        | Chopi                                                    | Chopi                               | I/L         | Bantusprachen                              |
| ccg   |       |        | Samba Daka                                               | Samba Daka                          | I/L         | Dakoide Sprachen                           |
| cch   |       |        | Atsam                                                    | Atsam                               | I/L         | Kainji-Sprachen                            |
| ccj   |       |        | Kasanga                                                  | Kasanga                             | I/L         | Atlantische Sprachen                       |
| ccl   |       |        | Cutchi-Swahili                                           | Cutchi-Swahili                      | I/L         | Swahilibasierte Kreolsprachen              |
| ccm   |       |        | Malaccan Creole Malay                                    | Malaccan Creole Malay               | I/L         | Malaiischbasierte Kreolsprachen            |
| cco   |       |        | Chinantec, Comaltepec                                    | Chinantec, Comaltepec               | I/L         | Chinantekische Sprachen                    |
| ccp   |       |        | Chakma                                                   | Chakma                              | I/L         | Indoarische Sprachen                       |
| (ccq) |       |        | Chaungtha                                                | Chaungtha                           | I/L         | Birmanische Sprachen                       |
| ccr   |       |        | Cacaopera                                                | Cacaopera                           | I/E         | Misumalpa-Sprachen                         |
| (ccx) |       |        | Northern Zhuang                                          | Northern Zhuang                     |             | Zhuang-Sprachen                            |
| (ccy) |       |        | Southern Zhuang                                          | Southern Zhuang                     |             | Zhuang-Sprachen                            |
| cda   |       |        | Choni                                                    | Choni                               | I/L         | Tibetanische Sprachen                      |
| cde   |       |        | Chenchu                                                  | Chenchu                             | I/L         | Dravidische Sprachen                       |
| cdf   |       |        | Chiru                                                    | Chiru                               | I/L         | Mizo-Kuki-Chin-Sprachen                    |
| (cdg) |       |        | Chamari                                                  | Chamari                             | I/L         | „Retired 2019“                             |
| cdh   |       |        | Chambeali                                                | Chambeali                           | I/L         | Pahari-Sprachen                            |
| cdi   |       |        | Chodri                                                   | Chodri                              | I/L         | Indoarische Sprachen                       |
| cdj   |       |        | Churahi                                                  | Churahi                             | I/L         | Pahari-Sprachen                            |
| cdm   |       |        | Chepang                                                  | Chepang                             | I/L         | Magar-Chepang-Sprachen                     |
| cdn   |       |        | Chaudangsi                                               | Chaudangsi                          | I/L         | Westhimalayische Sprachen                  |
| cdo   |       |        | Min Dong                                                 | Min Dong Chinese                    | I/L         | Chinesische Sprachen                       |
| cdr   |       |        | Kamuku                                                   | Cinda-Regi-Tiyal                    | I/L         | Kainji-Sprachen                            |
| cds   |       |        | Tschadische Gebärdensprache                              | Chadian Sign Language               | I/L         | Amerikanische Gebärdensprachen             |
| cdy   |       |        | Chadong                                                  | Chadong                             | I/L         | Kam-Sui-Sprachen                           |
| cdz   |       |        | Koda                                                     | Koda                                | I/L         | Munda-Sprachen                             |
| cea   |       |        | Chehalis, Lower                                          | Chehalis, Lower                     | I/E         | Salish-Sprachen                            |
| ceb   |       | ceb    | Cebuano                                                  | Cebuano                             | I/L         | Visayassprachen                            |
| ceg   |       |        | Chamacoco                                                | Chamacoco                           | I/L         | Zamuco-Sprachen                            |
| cek   |       |        | Eastern Khumi Chin                                       | Eastern Khumi Chin                  | I/L         | Mizo-Kuki-Chin-Sprachen                    |
| cen   |       |        | Cen                                                      | Cen                                 | I/L         | Plateau-Sprachen                           |
| ces   | cs    | cze    | Tschechisch                                              | Czech                               | I/L         | Westslawische Sprachen                     |
| cet   |       |        | Centúúm                                                  | Centúúm                             | I/L         | Unklassifizierte Sprache                   |
| cey   |       |        | Ekai Chin                                                | Ekai Chin                           | I/L         | Sinotibetische Sprachen                    |
| cfa   |       |        | Dijim-Bwilim                                             | Dijim-Bwilim                        | I/L         | Gur-Sprachen                               |
| cfd   |       |        | Cara                                                     | Cara                                | I/L         | Plateau-Sprachen                           |
| cfg   |       |        | Como Karim                                               | Como Karim                          | I/L         | Jukunoide Sprachen                         |
| cfm   |       |        | Falam                                                    | Falam Chin                          | I/L         | Mizo-Kuki-Chin-Sprachen                    |
| cga   |       |        | Changriwa                                                | Changriwa                           | I/L         | Papuasprachen                              |
| cgc   |       |        | Kagayanen                                                | Kagayanen                           | I/L         | Manobo-Sprachen                            |
| cgg   |       |        | Chiga                                                    | Chiga                               | I/L         | Bantusprachen                              |
| cgk   |       |        | Chocha Ngacha                                            | Chocangacakha                       | I/L         | Tibetanische Sprachen                      |
| cha   | ch    | cha    | Chamorro                                                 | Chamorro                            | I/L         | Austronesische Sprachen                    |
| chb   |       | chb    | Chibcha                                                  | Chibcha                             | I/E         | Chibcha-Sprachen                           |
| chc   |       |        | Catawba                                                  | Catawba                             | I/E         | Sioux-Sprachen                             |
| chd   |       |        | Tequistlatekisch, Hochland-Chontal von Oaxaca            | Chontal, Highland Oaxaca            | I/L         | Tequistlatekische Sprachen                 |
| che   | ce    | che    | Tschetschenisch                                          | Chechen                             | I/L         | Nordostkaukasische Sprachen                |
| chf   |       |        | Chontal-Maya                                             | Chontal, Tabasco                    | I/L         | Maya-Sprachen                              |
| chg   |       | chg    | Tschagataisch                                            | Chagatai                            | I/E         | Mitteltürkische Sprachen                   |
| chh   |       |        | Nieder-Chinook                                           | Chinook                             | I/E         | Chinook-Sprachen                           |
| chj   |       |        | Chinantec, Ojitlán                                       | Chinantec, Ojitlán                  | I/L         | Chinantekische Sprachen                    |
| chk   |       | chk    | Chuukesisch                                              | Chuukese                            | I/L         | Mikronesische Sprachen                     |
| chl   |       |        | Cahuilla                                                 | Cahuilla                            | I/L         | Nördliche Uto-aztekische Sprachen          |
| chm   |       | chm    | Mari, Tscheremissisch                                    | Mari (Russia)                       | M/L         | Finno-ugrische Sprachen                    |
| chn   |       | chn    | Chinook Wawa, Chinook Jargon, Chinook Pidgin             | Chinook jargon                      | I/L         | Pidgin-Sprachen, Verkehrssprache           |
| cho   |       | cho    | Choctaw                                                  | Choctaw                             | I/L         | Muskogee-Sprachen                          |
| chp   |       | chp    | Chipewyan                                                | Chipewyan                           | I/L         | Athapaskische Sprachen                     |
| chq   |       |        | Chinantec, Quiotepec                                     | Chinantec, Quiotepec                | I/L         | Chinantekische Sprachen                    |
| chr   |       | chr    | Cherokee                                                 | Cherokee                            | I/L         | Irokesische Sprachen                       |
| (chs) |       |        | Chumash                                                  | Chumash                             | I/E         | Chumash-Sprachen                           |
| cht   |       |        | Cholón                                                   | Cholón                              | I/E         | Hibito-Cholón-Sprachen                     |
| chu   | cu    | chu    | Altkirchenslawisch, Kirchenslawisch                      | Old Church Slavonic                 | I/A         | Südslawische Sprachen                      |
| chv   | cv    | chv    | Tschuwaschisch                                           | Chuvash                             | I/L         | Oghurische Sprachen                        |
| chw   |       |        | Chuwabu                                                  | Chuwabu                             | I/L         | Bantusprachen                              |
| chx   |       |        | Chantyal                                                 | Chantyal                            | I/L         | Tamang-Ghale-Sprachen                      |
| chy   |       | chy    | Cheyenne                                                 | Cheyenne                            | I/L         | Algonkin-Sprachen                          |
| chz   |       |        | Chinantec, Ozumacín                                      | Chinantec, Ozumacín                 | I/L         | Chinantekische Sprachen                    |
| cia   |       |        | Cia-Cia                                                  | Cia-Cia                             | I/L         | Muna-Buton-Sprachen                        |
| cib   |       |        | Gbe, Ci                                                  | Gbe, Ci                             | I/L         | Gbe-Sprachen                               |
| cic   |       |        | Chickasaw                                                | Chickasaw                           | I/L         | Muskogee-Sprachen                          |
| cid   |       |        | Chimariko                                                | Chimariko                           | I/E         | Isolierte Sprachen                         |
| cie   |       |        | Cineni                                                   | Cineni                              | I/L         | Tschadische Sprachen                       |
| cih   |       |        | Chinali                                                  | Chinali                             | I/L         | Indoarische Sprachen                       |
| cik   |       |        | Kinnauri, Chitkuli                                       | Kinnauri, Chitkuli                  | I/L         | Westhimalayische Sprachen                  |
| cim   |       |        | Zimbrisch                                                | Cimbrian                            | I/L         | Westgermanische Sprachen                   |
| cin   |       |        | Cinta Larga                                              | Cinta Larga                         | I/L         | Tupí-Sprachen                              |
| cip   |       |        | Chiapanec                                                | Chiapanec                           | I/L         | Tlapaneco-Mangue-Sprachen                  |
| cir   |       |        | Tiri                                                     | Tiri                                | I/L         | Neukaledonien-Sprachen                     |
| (cit) |       |        | Chittagonian                                             | Chittagonian                        |             | Indoarische Sprachen                       |
| ciw   |       |        | Südwest-Ojibwe, Chippewa                                 | Chippewa                            | I/L         | Algonkin-Sprachen                          |
| ciy   |       |        | Chaima                                                   | Chaima                              | I/L         | Karibische Sprachen                        |
| cja   |       |        | Westliches Cham                                          | Cham, Western                       | I/L         | Chamische Sprachen                         |
| cje   |       |        | Chru                                                     | CHARu                               | I/L         | Chamische Sprachen                         |
| cjh   |       |        | Chehalis, Upper                                          | Chehalis, Upper                     | I/E         | Salish-Sprachen                            |
| cji   |       |        | Tschamalalisch                                           | Chamalal                            | I/L         | Andische Sprachen                          |
| cjk   |       |        | Chokwe                                                   | Chokwe                              | I/L         | Bantusprachen                              |
| cjm   |       |        | Östliches Cham                                           | Cham, Eastern                       | I/L         | Chamische Sprachen                         |
| cjn   |       |        | Chenapian                                                | Chenapian                           | I/L         | Sepiksprachen                              |
| cjo   |       |        | Ashéninka Pajonal                                        | Ashéninka Pajonal                   | I/L         | Arawak-Sprachen                            |
| cjp   |       |        | Cabécar                                                  | Cabécar                             | I/L         | Chibcha-Sprachen                           |
| (cjr) |       |        | Chorotega, Mangue                                        | Chorotega                           | I/E         | Tlapaneco-Mangue-Sprachen                  |
| cjs   |       |        | Schorisch                                                | Shor                                | I/L         | Sibirische Turksprachen                    |
| cjv   |       |        | Chuave                                                   | Chuave                              | I/L         | Chimbu-Sprachen                            |
| cjy   |       |        | Jin                                                      | Jinyu Chinese                       | I/L         | Chinesische Sprachen                       |
| (cka) |       |        | Chin, Khumi Awa                                          | Chin, Khumi Awa                     | I/L         | Mizo-Kuki-Chin-Sprachen                    |
| ckb   |       |        | Sorani, Zentralkurdisch                                  | Kurdish, Central                    | I/L         | Kurdische Sprachen                         |
| (ckc) |       |        | Cakchiquel, Northern                                     | Cakchiquel, Northern                | I/L         | Maya-Sprachen                              |
| (ckd) |       |        | Cakchiquel, South Central                                | Cakchiquel, South Central           | I/L         | Maya-Sprachen                              |
| (cke) |       |        | Cakchiquel, Eastern                                      | Cakchiquel, Eastern                 | I/L         | Maya-Sprachen                              |
| (ckf) |       |        | Cakchiquel, Southern                                     | Cakchiquel, Southern                | I/L         | Maya-Sprachen                              |
| ckh   |       |        | Sak                                                      | Chak                                | I/L         | Jingpho-Sak-Sprachen                       |
| (cki) |       |        | Cakchiquel, Santa María De Jesús                         | Cakchiquel, Santa María De Jesús    | I/L         | Maya-Sprachen                              |
| (ckj) |       |        | Cakchiquel, Santo Domingo Xenacoj                        | Cakchiquel, Santo Domingo Xenacoj   | I/L         | Maya-Sprachen                              |
| (ckk) |       |        | Cakchiquel, Acatenango Southwestern                      | Cakchiquel, Acatenango Southwestern | I/L         | Maya-Sprachen                              |
| ckl   |       |        | Cibak                                                    | Cibak                               | I/L         | Tschadische Sprachen                       |
| ckm   |       |        | Čakavisch                                                | Chakavian                           | I/L         | Südslawische Sprachen                      |
| ckn   |       |        | Kaang Chin                                               | Kaang Chin                          | I/L         | Mizo-Kuki-Chin-Sprachen                    |
| cko   |       |        | Anufo                                                    | Anufo                               | I/L         | Kwa-Sprachen                               |
| ckq   |       |        | Kajakse                                                  | Kajakse                             | I/L         | Tschadische Sprachen                       |
| ckr   |       |        | Kairak                                                   | Kairak                              | I/L         | Baining-Sprachen                           |
| cks   |       |        | Tayo                                                     | Tayo                                | I/L         | Französischbasierte Kreolsprachen          |
| ckt   |       |        | Tschuktschisch                                           | Chukot                              | I/L         | Tschuktscho-kamtschadalische Sprachen      |
| cku   |       |        | Coushatta, Koasati                                       | Koasati                             | I/L         | Muskogee-Sprachen                          |
| ckv   |       |        | Kavalanisch                                              | Kavalan                             | I/L         | Formosa-Sprachen                           |
| (ckw) |       |        | Cakchiquel, Western                                      | Cakchiquel, Western                 | I/L         | Maya-Sprachen                              |
| ckx   |       |        | Caka                                                     | Caka                                | I/L         | Tivoide Sprachen                           |
| cky   |       |        | Cakfem-Mushere                                           | Cakfem-Mushere                      | I/L         | Tschadische Sprachen                       |
| ckz   |       |        | Cakchiquel-Quiché-Mischsprache                           | Cakchiquel-Quiché Mixed Language    | I/L         | Maya-Sprachen, Mischsprache                |
| cla   |       |        | Ron                                                      | Ron                                 | I/L         | Tschadische Sprachen                       |
| clc   |       |        | Chilcotin                                                | Chilcotin                           | I/L         | Athapaskische Sprachen                     |
| cld   |       |        | Chaldäisches Aramäisch                                   | Chaldean Neo-Aramaic                | I/L         | Aramäische Sprachen                        |
| cle   |       |        | Chinantec, Lealao                                        | Chinantec, Lealao                   | I/L         | Chinantekische Sprachen                    |
| clh   |       |        | Chilisso                                                 | Chilisso                            | I/L         | Dardische Sprachen                         |
| cli   |       |        | Chakali                                                  | Chakali                             | I/L         | Gurunsi-Sprachen                           |
| clj   |       |        | Laitu Chin                                               | Laitu Chin                          | I/L         | Mizo-Kuki-Chin-Sprachen                    |
| clk   |       |        | Idu Mishmi                                               | Idu-Mishmi                          | I/L         | Nord-Assam-Sprachen                        |
| cll   |       |        | Chala                                                    | Chala                               | I/L         | Gurunsi-Sprachen                           |
| clm   |       |        | Clallam, Klallam                                         | Clallam, Klallam                    | I/L         | Salish-Sprachen                            |
| clo   |       |        | Tiefland-Chontal von Oaxaca, Huamelultekisch             | Chontal, Lowland Oaxaca             | I/L         | Tequistlatekische Sprachen                 |
| clt   |       |        | Lautu                                                    | Lautu Chin                          | I/L         | Mizo-Kuki-Chin-Sprachen                    |
| clu   |       |        | Caluyanun                                                | Caluyanun                           | I/L         | Visayassprachen                            |
| clw   |       |        | Tschulymisch, Tschulim-Tatarisch                         | Chulym                              | I/L         | Sibirische Turksprachen                    |
| cly   |       |        | Chatino, Eastern Highland                                | Chatino, Eastern Highland           | I/L         | Chatino-Varietäten                         |
| cma   |       |        | Maa                                                      | Maa                                 | I/L         | Bahnar-Sprachen                            |
| cme   |       |        | Cerma                                                    | Cerma                               | I/L         | Gur-Sprachen                               |
| cmg   |       |        | Klassisches Mongolisch                                   | Mongolian, Classical                | I/H         | Mongolische Sprachen                       |
| cmi   |       |        | Emberá-Chamí                                             | Emberá-Chamí                        | I/L         | Chocó-Sprachen                             |
| (cmk) |       |        | Chimakum                                                 | Chimakum                            | I/E         | Chimakum-Sprachen                          |
| cml   |       |        | Campalagian                                              | Campalagian                         | I/L         | Süd-Sulawesische Sprachen                  |
| cmm   |       |        | Michigamea                                               | Michigamea                          | I/E         | Sioux-Sprachen                             |
| cmn   |       |        | Mandarin, Hochchinesisch                                 | Mandarin Chinese                    | I/L         | Chinesische Sprachen                       |
| cmo   |       |        | Mnong, Central                                           | Mnong, Central                      | I/L         | Bahnar-Sprachen                            |
| cmr   |       |        | Mro Chin                                                 | Chin, Mro                           | I/L         | Mizo-Kuki-Chin-Sprachen                    |
| cms   |       |        | Messapisch                                               | Messapic                            | I/A         | Indogermanische Sprachen                   |
| cmt   |       |        | Tsotsitaal                                               | Camtho                              | I/L         | Mischsprache                               |
| cna   |       |        | Changthang                                               | Changthang                          | I/L         | Tibetanische Sprachen                      |
| cnb   |       |        | Chinbon Chin                                             | Chin, Chinbon                       | I/L         | Mizo-Kuki-Chin-Sprachen                    |
| cnc   |       |        | Côông                                                    | Côông                               | I/L         | Lolo-Sprachen                              |
| cng   |       |        | Nördliches Qiang                                         | Qiang, Northern                     | I/L         | Qiang-Gyalrong-Sprachen                    |
| cnh   |       |        | Hakha                                                    | Chin, Lai                           | I/L         | Mizo-Kuki-Chin-Sprachen                    |
| cni   |       |        | Asháninka                                                | Asháninka                           | I/L         | Arawak-Sprachen                            |
| cnk   |       |        | Khumi Chin                                               | Chin, Khumi                         | I/L         | Mizo-Kuki-Chin-Sprachen                    |
| cnl   |       |        | Chinantec, Lalana                                        | Chinantec, Lalana                   | I/L         | Chinantekische Sprachen                    |
| (cnm) |       |        | Ixatan Chuj                                              | Chuj, Ixtatán                       | I/L         | Maya-Sprachen                              |
| cno   |       |        | Con                                                      | Con                                 | I/L         | Palaung-Wa-Sprachen                        |
| cnr   |       | cnr    | Montenegrinisch                                          | Montenegrin                         | I/L         | Südslawische Sprachen                      |
| cns   |       |        | Asmat, Central                                           | Asmat, Central                      | I/L         | Zentral-und-Süd-Neuguinea-Sprachen         |
| cnt   |       |        | Chinantec, Tepetotutla                                   | Chinantec, Tepetotutla              | I/L         | Chinantekische Sprachen                    |
| cnu   |       |        | Shenwa                                                   | Chenoua                             | I/L         | Berbersprachen                             |
| cnw   |       |        | Ngawn Chin                                               | Chin, Ngawn                         | I/L         | Mizo-Kuki-Chin-Sprachen                    |
| cnx   |       |        | Mittelkornisch                                           | Cornish, Middle                     | I/H         | Britannische Sprachen                      |
| coa   |       |        | Cocos Islands Malay                                      | Malay, Cocos Islands                | I/L         | Malaiischbasierte Kreolsprachen            |
| cob   |       |        | Chicomuceltec                                            | Chicomuceltec                       | I/E         | Maya-Sprachen                              |
| coc   |       |        | Cocopah                                                  | Cocopa                              | I/L         | Cochimí-Yuma-Sprachen                      |
| cod   |       |        | Cocama-Cocamilla                                         | Cocama-Cocamilla                    | I/L         | Tupí-Guaraní-Sprachen                      |
| coe   |       |        | Koreguaje                                                | Koreguaje                           | I/L         | Tucano-Sprachen                            |
| cof   |       |        | Colorado                                                 | Colorado                            | I/L         | Barbacoa-Sprachen                          |
| cog   |       |        | Chong                                                    | Chong                               | I/L         | Pear-Sprachen                              |
| coh   |       |        | Chonyi                                                   | Chonyi                              | I/L         | Sabaki-Sprachen                            |
| coj   |       |        | Cochimi                                                  | Cochimi                             | I/E         | Cochimí-Yuma-Sprachen                      |
| cok   |       |        | Cora, Santa Teresa                                       | Cora, Santa Teresa                  | I/L         | Südliche Uto-aztekische Sprachen           |
| col   |       |        | Columbia-Moses                                           | Columbia-Wenatchi                   | I/L         | Salish-Sprachen                            |
| com   |       |        | Comanche                                                 | Comanche                            | I/L         | Numic-Sprachen                             |
| con   |       |        | Cofán                                                    | Cofán                               | I/L         | Isolierte Sprachen                         |
| coo   |       |        | Comox                                                    | Comox                               | I/L         | Salish-Sprachen                            |
| cop   |       | cop    | Koptisch                                                 | Coptic                              | I/E         | Afroasiatische Sprachen                    |
| coq   |       |        | Coquille                                                 | Coquille                            | I/E         | Athapaskische Sprachen                     |
| cor   | kw    | cor    | Kornisch                                                 | Cornish                             | I/L         | Britannische Sprachen                      |
| cos   | co    | cos    | Korsisch                                                 | Corsican                            | I/L         | Romanische Sprachen                        |
| cot   |       |        | Caquinte                                                 | Caquinte                            | I/L         | Arawak-Sprachen                            |
| cou   |       |        | Wamey                                                    | Wamey                               | I/L         | Atlantische Sprachen                       |
| cov   |       |        | Cao Miao                                                 | Cao Miao                            | I/L         | Kam-Sui-Sprachen                           |
| cow   |       |        | Cowlitz                                                  | Cowlitz                             | I/E         | Salish-Sprachen                            |
| cox   |       |        | Nanti                                                    | Nanti                               | I/L         | Arawak-Sprachen                            |
| (coy) |       |        | Coyaima                                                  | Coyaima                             | I/E         | Unklassifizierte Sprache                   |
| coz   |       |        | Chochotec                                                | Chochotec                           | I/L         | Popolokische Sprachen                      |
| cpa   |       |        | Chinantec, Palantla                                      | Chinantec, Palantla                 | I/L         | Chinantekische Sprachen                    |
| cpb   |       |        | Ashéninka, Ucayali-Yurúa                                 | Ashéninka, Ucayali-Yurúa            | I/L         | Arawak-Sprachen                            |
| cpc   |       |        | Ajyíninka Apurucayali                                    | Ajyíninka Apurucayali               | I/L         | Arawak-Sprachen                            |
| cpg   |       |        | Kappadokisch                                             | Greek (Cappadocian)                 | I/E         | Mischsprache, Griechisch, Türkisch         |
| cpi   |       |        | Chinese Pidgin English, Nauruan Pidgin English           | Chinese Pidgin English              | I/L         | Englischbasierte Pidginsprachen            |
| cpn   |       |        | Cherepon                                                 | Cherepon                            | I/L         | Guang-Sprachen                             |
| cpo   |       |        | Kpeego                                                   | Kpeego                              | I/L         | Mande-Sprachen                             |
| cps   |       |        | Capiznon                                                 | Capiznon                            | I/L         | Visayassprachen                            |
| cpu   |       |        | Ashéninka, Pichis                                        | Ashéninka, Pichis                   | I/L         | Arawak-Sprachen                            |
| cpx   |       |        | Pu-Xian                                                  | Pu-Xian Chinese                     | I/L         | Chinesische Sprachen                       |
| cpy   |       |        | Ashéninka, South Ucayali                                 | Ashéninka, South Ucayali            | I/L         | Arawak-Sprachen                            |
| cqd   |       |        | Chuanqiandian Cluster Miao                               | Chuanqiandian Cluster Miao          | I/L         | Hmong-Sprachen                             |
| (cqu) |       |        | Quechua, Chilean                                         | Quechua, Chilean                    | I/L         | Quechua                                    |
| cra   |       |        | Chara                                                    | Chara                               | I/L         | Omotische Sprachen                         |
| crb   |       |        | Carib, Island                                            | Carib, Island                       | I/E         | Arawak-Sprachen                            |
| crc   |       |        | Lonwolwol                                                | Lonwolwol                           | I/L         | Zentral-Vanuatu-Sprachen                   |
| crd   |       |        | Coeur d’Alene                                            | Coeur d’Alene                       | I/L         | Salish-Sprachen                            |
| cre   | cr    | cre    | Cree                                                     | Cree                                | M/L         | Algonkin-Sprachen                          |
| crf   |       |        | Caramanta                                                | Caramanta                           | I/E         | Chocó-Sprachen                             |
| crg   |       |        | Michif                                                   | Michif                              | I/L         | Mischsprache                               |
| crh   |       | crh    | Krimtatarisch                                            | Crimean Tatar                       | I/L         | Kiptschakische Sprachen                    |
| cri   |       |        | Saotomensisch                                            | Sãotomense                          | I/L         | Portugiesischbasierte Kreolsprachen        |
| crj   |       |        | Southern East Cree                                       | East Cree (Southern)                | I/L         | Algonkin-Sprachen                          |
| crk   |       |        | Plains Cree, West-Cree                                   | Cree (Plains)                       | I/L         | Algonkin-Sprachen                          |
| crl   |       |        | Northern East Cree                                       | East Cree (Northern)                | I/L         | Algonkin-Sprachen                          |
| crm   |       |        | Moose Cree                                               | Cree (Moose)                        | I/L         | Algonkin-Sprachen                          |
| crn   |       |        | Cora, El Nayar                                           | Cora, El Nayar                      | I/L         | Südliche Uto-aztekische Sprachen           |
| cro   |       |        | Crow                                                     | Crow                                | I/L         | Sioux-Sprachen                             |
| crq   |       |        | Chorote, Iyo'wujwa                                       | Chorote, Iyo'wujwa                  | I/L         | Mataco-Guaicurú-Sprachen                   |
| crr   |       |        | Carolina Algonquian                                      | Carolina Algonquian                 | I/E         | Algonkin-Sprachen                          |
| crs   |       |        | Seychellenkreol                                          | Seselwa Creole French               | I/L         | Französischbasierte Kreolsprachen          |
| crt   |       |        | Chorote, Iyojwa'ja                                       | Chorote, Iyojwa'ja                  | I/L         | Mataco-Guaicurú-Sprachen                   |
| (cru) |       |        | Carútana                                                 | Carútana                            |             | Arawak-Sprachen                            |
| crv   |       |        | Chowra                                                   | Chaura                              | I/L         | Nikobaresische Sprachen                    |
| crw   |       |        | Chrau                                                    | Chrau                               | I/L         | Bahnar-Sprachen                            |
| crx   |       |        | Carrier                                                  | Carrier                             | I/L         | Athapaskische Sprachen                     |
| cry   |       |        | Chori                                                    | Cori                                | I/L         | Plateau-Sprachen                           |
| crz   |       |        | Cruzeño                                                  | Cruzeño                             | I/E         | Chumash-Sprachen                           |
| csa   |       |        | Chinantec, Chiltepec                                     | Chinantec, Chiltepec                | I/L         | Chinantekische Sprachen                    |
| csb   |       | csb    | Kaschubisch                                              | Kashubian                           | I/L         | Westslawische Sprachen                     |
| csc   |       |        | Llengua de Signes Catalana, Katalanische Gebärdensprache | Catalan Sign Language               | I/L         | Französische Gebärdensprachen              |
| csd   |       |        | Chiangmai Gebärdensprache                                | Chiangmai Sign Language             | I/L         | Gebärdensprache                            |
| cse   |       |        | Tschechische Gebärdensprache                             | Czech Sign Language                 | I/L         | Österreichisch-ungarische Gebärdensprachen |
| csf   |       |        | Kubanische Gebärdensprache                               | Cuba Sign Language                  | I/L         | Gebärdensprache                            |
| csg   |       |        | Chilenische Gebärdensprache                              | Chilean Sign Language               | I/L         | Gebärdensprache                            |
| csh   |       |        | Asho Chin                                                | Chin, Asho                          | I/L         | Mizo-Kuki-Chin-Sprachen                    |
| csi   |       |        | Miwok, Coast                                             | Miwok, Coast                        | I/E         | Miwok-Sprachen                             |
| csj   |       |        | Songlai Chin                                             | Songlai Chin                        | I/L         | Mizo-Kuki-Chin-Sprachen                    |
| csk   |       |        | Jola-Kasa                                                | Jola-Kasa                           | I/L         | Atlantische Sprachen                       |
| csl   |       |        | Chinesische Gebärdensprache                              | Chinese Sign Language               | I/L         | Gebärdensprache                            |
| csm   |       |        | Miwok, Central Sierra                                    | Miwok, Central Sierra               | I/L         | Miwok-Sprachen                             |
| csn   |       |        | Kolumbianische Gebärdensprache                           | Colombian Sign Language             | I/L         | Gebärdensprache                            |
| cso   |       |        | Chinantec, Sochiapan                                     | Chinantec, Sochiapan                | I/L         | Chinantekische Sprachen                    |
| csq   |       |        | Kroatische Gebärdensprache                               | Croatia Sign Language               | I/L         | Österreichisch-ungarische Gebärdensprachen |
| csr   |       |        | Costa-ricanische Gebärdensprache                         | Costa Rican Sign Language           | I/L         | Amerikanische Gebärdensprachen             |
| css   |       |        | Ohlone (Southern)                                        | Ohlone (Southern)                   | I/E         | Ohlone-Sprachen                            |
| cst   |       |        | Ohlone (Northern)                                        | Ohlone (Northern)                   | I/L         | Ohlone-Sprachen                            |
| csv   |       |        | Sumtu Chin                                               | Sumtu Chin                          | I/L         | Mizo-Kuki-Chin-Sprachen                    |
| csw   |       |        | Swampy Cree                                              | Cree (Swampy)                       | I/L         | Algonkin-Sprachen                          |
| csy   |       |        | Sizang                                                   | Chin, Siyin                         | I/L         | Mizo-Kuki-Chin-Sprachen                    |
| csz   |       |        | Coos                                                     | Coos                                | I/L         | Coos-Sprachen                              |
| cta   |       |        | Chatino, Tataltepec                                      | Chatino, Tataltepec                 | I/L         | Chatino-Varietäten                         |
| ctc   |       |        | Chetco                                                   | Chetco                              | I/E         | Athapaskische Sprachen                     |
| ctd   |       |        | Tiddim                                                   | Chin, Tedim                         | I/L         | Mizo-Kuki-Chin-Sprachen                    |
| cte   |       |        | Chinantec, Tepinapa                                      | Chinantec, Tepinapa                 | I/L         | Chinantekische Sprachen                    |
| ctg   |       |        | Chittagonian                                             | Chittagonian                        | I/L         | Indoarische Sprachen                       |
| cth   |       |        | Thaiphum                                                 | Thaiphum Chin                       | I/L         | Mizo-Kuki-Chin-Sprachen                    |
| (cti) |       |        | Chol, Tila                                               | Chol, Tila                          | I/L         | Maya-Sprachen                              |
| ctl   |       |        | Chinantec, Tlacoatzintepec                               | Chinantec, Tlacoatzintepec          | I/L         | Chinantekische Sprachen                    |
| ctm   |       |        | Chitimacha                                               | Chitimacha                          | I/E         | Isolierte Sprachen                         |
| ctn   |       |        | Chhintange                                               | Chhintange                          | I/L         | Kiranti-Sprachen                           |
| cto   |       |        | Emberá-Catío                                             | Emberá-Catío                        | I/L         | Chocó-Sprachen                             |
| ctp   |       |        | Chatino, Western Highland                                | Chatino, Western Highland           | I/L         | Chatino-Varietäten                         |
| cts   |       |        | Bicolano, Northern Catanduanes                           | Bicolano, Northern Catanduanes      | I/L         | Bikolsprachen                              |
| ctt   |       |        | Wayanad Chetti                                           | Wayanad Chetti                      | I/L         | Dravidische Sprachen                       |
| ctu   |       |        | Chol                                                     | Chol, Tumbalá                       | I/L         | Maya-Sprachen                              |
| ctz   |       |        | Chatino, Zacatepec                                       | Chatino, Zacatepec                  | I/L         | Chatino-Varietäten                         |
| cua   |       |        | Cua                                                      | Cua                                 | I/L         | Bahnar-Sprachen                            |
| cub   |       |        | Cubeo                                                    | Cubeo                               | I/L         | Tucano-Sprachen                            |
| cuc   |       |        | Chinantec, Usila                                         | Chinantec, Usila                    | I/L         | Chinantekische Sprachen                    |
| cug   |       |        | Cung                                                     | Cung                                | I/L         | Beboide Sprachen                           |
| cuh   |       |        | Chuka                                                    | Chuka                               | I/L         | Bantusprachen                              |
| cui   |       |        | Cuiba                                                    | Cuiba                               | I/L         | Guahibo-Sprachen                           |
| cuj   |       |        | Mashco Piro                                              | Mashco Piro                         | I/L         | Arawak-Sprachen                            |
| cuk   |       |        | San-Blas-Kuna                                            | Kuna, San Blas                      | I/L         | Chibcha-Sprachen                           |
| cul   |       |        | Kulína                                                   | Culina                              | I/L         | Arawá-Sprachen                             |
| (cum) |       |        | Cumeral                                                  | Cumeral                             |             | Arawak-Sprachen                            |
| (cun) |       |        | Quiché, Cunén                                            | Quiché, Cunén                       | I/L         | Maya-Sprachen                              |
| cuo   |       |        | Cumanagoto                                               | Cumanagoto                          | I/E         | Karibische Sprachen                        |
| cup   |       |        | Cupeño                                                   | Cupeño                              | I/E         | Nördliche Uto-aztekische Sprachen          |
| cuq   |       |        | Cun                                                      | Cun                                 | I/L         | Tai-Kadai-Sprachen                         |
| cur   |       |        | Chhulung                                                 | Chhulung                            | I/L         | Kiranti-Sprachen                           |
| cut   |       |        | Cuicatec, Teutila                                        | Cuicatec, Teutila                   | I/L         | Mixtekisch-Amuzgo-Sprachen                 |
| cuu   |       |        | Tai Ya                                                   | Tai Ya                              | I/L         | Tai-Sprachen                               |
| cuv   |       |        | Cuvok                                                    | Cuvok                               | I/L         | Tschadische Sprachen                       |
| cuw   |       |        | Chukwa                                                   | Chukwa                              | I/L         | Kiranti-Sprachen                           |
| cux   |       |        | Cuicatec, Tepeuxila                                      | Cuicatec, Tepeuxila                 | I/L         | Mixtekisch-Amuzgo-Sprachen                 |
| cuy   |       |        | Cuitlatec                                                | Cuitlatec                           | I/L         | Isolierte Sprachen                         |
| cvg   |       |        | Chug                                                     | Chug                                | I/L         | Kho-Bwa-Sprachen                           |
| cvn   |       |        | Chinantec, Valle Nacional                                | Chinantec, Valle Nacional           | I/L         | Chinantekische Sprachen                    |
| cwa   |       |        | Kabwa                                                    | Kabwa                               | I/L         | Bantusprachen                              |
| cwb   |       |        | Maindo                                                   | Maindo                              | I/L         | Bantusprachen                              |
| cwd   |       |        | Woods Cree                                               | Cree (Woods)                        | I/L         | Algonkin-Sprachen                          |
| cwe   |       |        | Kwere                                                    | Kwere                               | I/L         | Bantusprachen                              |
| cwg   |       |        | Chewong                                                  | Chewong                             | I/L         | Asli-Sprachen                              |
| cwt   |       |        | Kwatay                                                   | Kuwaataay                           | I/L         | Atlantische Sprachen                       |
| cya   |       |        | Chatino, Nopala                                          | Chatino, Nopala                     | I/L         | Chatino-Varietäten                         |
| cyb   |       |        | Cayubaba                                                 | Cayubaba                            | I/E         | Isolierte Sprachen                         |
| cym   | cy    | wel    | Walisisch                                                | Welsh                               | I/L         | Britannische Sprachen                      |
| cyo   |       |        | Cuyonon                                                  | Cuyonon                             | I/L         | Visayassprachen                            |
| czh   |       |        | Hui                                                      | Huizhou Chinese                     | I/L         | Chinesische Sprachen                       |
| czk   |       |        | Knaanisch                                                | Knaanic                             | I/E         | Westslawische Sprachen                     |
| czn   |       |        | Chatino, Zenzontepec                                     | Chatino, Zenzontepec                | I/L         | Chatino-Varietäten                         |
| czo   |       |        | Min Zhong                                                | Min Zhong Chinese                   | I/L         | Chinesische Sprachen                       |
| czt   |       |        | Zotung                                                   | Chin, Zotung                        | I/L         | Mizo-Kuki-Chin-Sprachen                    |